# Temple de Bona Dea
Le sanctuaire de Bona Dea, ou temple de Bona Dea (en latin : Aedes Bonae Deae subsaxanae), est un temple romain dédié à la déesse Bona Dea, situé à Rome, au nord de la partie orientale de l'Aventin, au sud de l'extrémité orientale du Circus Maximus.

## Localisation
Selon les catalogues régionnaires, le sanctuaire se situe dans la Regio XII - Piscina Publica, juste au pied de la partie de l'Aventin baptisée le Saxum ou Remoria d'où Rémus aurait pris les auspices de fondation de Rome selon la tradition, d'où sa qualification de subsaxana ou sub Saxo. Le site est aujourd'hui occupé par l'église Santa Balbina all'Aventino. Il s'agirait du principal sanctuaire de la région.
Le Saxum est identifié aux pentes abruptes formant l'angle septentrional de l'Aventin mineur, une pointe stratégique incluse dans le tracé de l'enceinte servienne. Le sanctuaire a peut-être été établi sur les pentes septentrionales, à l'intérieur des murs, ou sur les pentes orientales, donc à l'extérieur de l'enceinte, à proximité de la Via Appia, dans les Horti Asiniani,.

## Fonction
Bona Dea Fauna, la première déesse romaine, aurait été assimilée à la déesse grecque Damia, dont le culte serait peut-être apparu à Rome après la prise de Tarentum en 272 av. J.-C., l'actuelle Tarente, ou un peu plus tard. Bona Dea (Damia) est une déesse de la fertilité et de la guérison et son temple, un centre de guérison : en son sein, des serpents inoffensifs se déplacent librement. Il comprend un magasin d'herbes médicinales accessibles aux hommes et aux femmes mais nul homme ne peut pénétrer plus avant dans le sanctuaire,,. Selon Festus, les prêtresses responsables du culte sont appelées Damiatrix,.

## Histoire
D'après Ovide, ce temple aurait été fondé par le Sénat et aurait été dédié un 1er mai par une vestale nommée Claudia. Il s'agirait en fait d'une autre vestale, Licinia, qui selon Cicéron a dédié un autel, un édicule et un pulvinar au même endroit (aram et aediculam et pulvinar sub Saxo), en 123 av. J.-C.,. Dix ans plus tard, entre 114 et 113 av. J.-C., cette vestale se retrouve au cœur d'un scandale où elle est accusée de ne pas avoir su conserver sa virginité et est condamnée à mort, emmurée vivante. Cette condamnation a sans doute été suivie d'une mesure de damnatio memoriae et c'est à ce moment-là que son nom aurait été remplacé par celui de Claudia, un modèle irréprochable de chasteté. Selon cette hypothèse, Licinia pourrait être la fondatrice du sanctuaire de Bona Dea qu'elle aurait établi sur une partie de ses biens rendus publics.
Toutefois, le passage du discours Pro domo de Cicéron n'est pas clair quant au destin des constructions et dédicaces entreprises par la vestale, à savoir si elles ont été détruites à la suite d'un sénatus-consulte ou s'il s'agit seulement de supprimer tout ce qui peut suggérer le caractère public du sanctuaire. Le sanctuaire a donc pu être conservé mais comme un sacrum privatum et non un aedes publica.
Le sanctuaire est considéré comme assez ancien à la fin du Ier siècle av. J.-C., au moment de sa restauration par Livie, troisième épouse d'Auguste,. Il est de nouveau restauré sous Hadrien, ou reconstruit pour prendre la forme d'un véritable temple,. Il est encore debout au IVe siècle mais il n'en subsiste aucune trace aujourd'hui.

### Ouvrages généraux
- (en) Adam Ziolkowski, The temples of Mid-Republican Rome and their historical and topographical context, Rome, « L'Erma » di Bretschneider, coll. « Saggi di Storia Antica » (no 4), 1992, 341 p. (ISBN 88-7062-798-5)
- (en) Lawrence Richardson, A New Topographical Dictionary of Ancient Rome, Baltimore, (Md.), Johns Hopkins University Press, 1992, 488 p. (ISBN 0-8018-4300-6)

### Ouvrages sur le temple
- (it) L. Chioffi, « Bona Dea Subsaxana », dans Eva Margareta Steinby (dir.), Lexicon Topographicum Urbis Romae : Volume Primo A - C, Edizioni Quasar, 1993, 480 p. (ISBN 88-7097-019-1), p. 200-201
- (en) Dorian Borbonus et Lothar Haselberger, « Boana Dea ("sub Saxo") », Digital Augustan Rome,‎ 2008 (lire en ligne)